# مانويل س. هيريرا
مانويل س. هيريرا هو قاضي فلبيني، ولد في 1924 في Wawa, Pilar ‏ في الفلبين، وتوفي في 1998.